# Karen Smyers
Karen Smyers (* 1. September 1961 in Corry, Pennsylvania) ist eine ehemalige US-amerikanische Triathletin. Sie ist siebenfache nationale Meisterin (1990–2001), zweifache Weltmeisterin auf der Triathlon-Kurzdistanz (1990, 1995) sowie der Langdistanz (1996) und gewann 1995 den Ironman Hawaii.

## Werdegang
Smyers wuchs auf in Wethersfield, Connecticut und in ihrer Jugend war sie aktive Schwimmerin. 1984 bestritt sie ihren ersten Triathlon.

### Weltmeisterin Triathlon Kurzdistanz 1990
1990 wurde sie erstmals Triathlon-Weltmeisterin auf der Kurzdistanz. Im Juni 1994 bei den ersten offiziellen Triathlon-Weltmeisterschaften auf der Langdistanz im Rahmen des Triathlon International de Nice wurde sie hinter Isabelle Mouthon-Michellys Vizeweltmeisterin.
Im März 1995 konnte sie in Argentinien den Triathlon bei den Panamerikanischen Spielen (olympische Distanz: 1,5 km Schwimmen, 40 km Radfahren und 10 km Laufen) für sich entscheiden.

### Siegerin Ironman Hawaii 1995
1995 konnte sie auch nur zwei Wochen nach ihrem Sieg beim prestigeträchtigen Ironman Hawaii in Mexiko zum zweiten Mal die Weltmeisterschaft auf der olympischen Distanz gewinnen, die hier erstmals mit offizieller Draftingfreigabe (Windschattenfahren) bestritten wurde. Im Folgejahr gewann sie 1996 die Langdistanz-Weltmeisterschaft der International Triathlon Union (ITU). Sie erreichte sieben US-Titel im Triathlon sowie einen im Duathlon. Seit 2011 tritt Karen Smyers nicht mehr international in Erscheinung.
Karen Smyers wurde 2021 zusammen mit Mark Allen zum Captain ernannt für das im Collins Cup der Professional Triathletes Organisation startende Team USA (Skye Moench, Chelsea Sodaro, Jackie Hering, Jocelyn McCauley, Katie Zaferes, Taylor Knibb, Sam Long, Rodolphe Von Berg, Matt Hanson, Ben Kanute, Justin Metzler und Andrew Starykowicz).

### Privates
Karen Smyers ist mit dem Drehbuchautor Michael King verheiratet und die beiden leben in Lincoln, Massachusetts. Smyers ist heute auch als Coach tätig und trainiert z. B. die Profi-Triathletin Dede Griesbauer.

## Auszeichnungen
- 2008 wurde sie vom US-Verband USA Triathlon in der neu gegründeten Hall of Fame des Triathlons als erste Frau für ihre Erfolge geehrt.[3]
- Karen Smyers wurde von der ITU im Jahr 2014 als Anerkennung für ihre sportlichen Leistungen in die Hall of Fame aufgenommen.[4]

## Sportliche Erfolge
| Datum/Jahr    | Rang | Wettbewerb                                 | Austragungsort | Zeit     | Bemerkung |
| ------------- | ---- | ------------------------------------------ | -------------- | -------- | --- |
| 2. Okt. 2011  | 7    | Ironman 70.3 Pocono Mountains              |                | 04:12:08 | |
| 31. Juli 2010 | 3    | Steelhead Ironman 70.3                     | Benton Harbor  |          | |
| 31. Juli 2009 | 3    | Steelhead Ironman 70.3                     | Benton Harbor  | 04:29:25 | |
| 2007          | 2    | Ironman 70.3 Florida                       | Orlando        |          | |
| 2004          | 2    | USA Triathlon Elite National Championships | Boston         |          | |
| 2004          | 1    | Ironman 70.3 Timberman                     | New Hampshire  |          | |
| 2001          | 1    | USA Triathlon Elite National Championships | New York City  | 01:57:55 | im Zuge des New York City Triathlon                                                                               |
| 2000          | 3    | St. Croix Triathlon                        | Saint Croix    |          | |
| 1999          | 1    | St. Croix Triathlon                        | St. Croix      |          | |
| 1999          | 3    | USA Triathlon Elite National Championships | Chicago        |          | |
| 4. Mai 1997   | 1    | St. Croix Triathlon                        | St. Croix      | 02:53:33 | |
| 1996          | 2    | St. Croix Triathlon                        | St. Croix      |          | |
| 1995          | 1    | USA Triathlon Elite National Championships | St. Joseph’s   | 02:00:49 | |
| 1995          | 3    | St. Croix Triathlon                        | St. Croix      |          | |
| 12. Nov. 1995 | 1    | ITU Triathlon World Championships          | Cancún         | 02:04:58 | Zwei Wochen nach dem Sieg beim Ironman Hawaii holte sich Smyers den zweiten Weltmeistertitel auf der Kurzdistanz. |
| März 1995     | 1    | Panamerikanische Spiele 1995               | Mar del Plata  | 02:04:52 | Erstaustragung von Triathlon bei den Panamerikanischen Spielen                                                    |
| 1994          | 1    | USA Triathlon Elite National Championships | Cleveland      | 02:03:03 | |
| 1994          | 1    | Laguna Phuket Triathlon                    | Phuket         |          | |
| 1994          | 1    | St. Croix Triathlon                        | St. Croix      |          | |
| 22. Aug. 1993 | 2    | ITU Triathlon World Championships          | Manchester     | 02:07:43 | hinter der Australierin Michellie Jones                                                                           |
| 1993          | 1    | USA Triathlon Elite National Championships | Cleveland      | 01:58:01 | |
| 1993          | 1    | St. Croix Triathlon                        | St. Croix      |          | |
| 1992          | 1    | USA Triathlon Elite National Championships | Wilkes-Barre   | 02:08:12 | |
| 1992          | 1    | St. Croix Triathlon                        | St. Croix      |          | |
| 1991          | 2    | St. Croix Triathlon                        | St. Croix      |          | |
| 1991          | 1    | USA Triathlon Elite National Championships | Cleveland      | 01:54:53 | |
| 15. Sep. 1990 | 1    | ITU Triathlon World Championships          | Orlando        | 02:03:33 | Sieg für Smyers – neben Greg Welch bei den Männern                                                                |
| 1990          | 1    | USA Triathlon Elite National Championships | Cleveland      | 01:50:57 | |
| 6. Aug. 1989  | 4    | ITU Triathlon World Championships          | Avignon        | 02:13:12 | Erstaustragung einer Weltmeisterschaft auf der Kurzdistanz                                                        |
| 1989          | 2    | USA Triathlon Elite National Championships | Chicago        | 02:00:47 | |
| 1988          | 3    | USA Triathlon Elite National Championships | Wilkes-Barre   | 02:05:27 | dritter Rang hinter Colleen Cannon Kaushansky und Paula Newby-Fraser                                              |

| Datum/Jahr    | Rang | Wettbewerb                                      | Austragungsort | Zeit     | Bemerkung                                                                  |
| ------------- | ---- | ----------------------------------------------- | -------------- | -------- | -------------------------------------------------------------------------- |
| 9. Okt. 2010  | 32   | Ironman Hawaii                                  | Hawaii         | 10:19:14 |                                                                            |
| 21. Okt. 2006 | 9    | Ironman Hawaii                                  | Hawaii         | 09:30:47 |                                                                            |
| 2005          | 4    | Ironman USA                                     | Lake Placid    |          |                                                                            |
| 6. Okt. 2001  | 5    | Ironman Hawaii                                  | Hawaii         | 09:48:34 |                                                                            |
| 2001          | 5    | Ironman Europe                                  | Roth           |          |                                                                            |
| 23. Okt. 1999 | 2    | Ironman Hawaii                                  | Hawaii         | 09:20:40 |                                                                            |
| 1998          | 5    | ITU Long Distance Triathlon World Championships | Säter          |          |                                                                            |
| 26. Okt. 1996 | 3    | Ironman Hawaii                                  | Hawaii         | 09:19:13 |                                                                            |
| 1996          | 1    | ITU Long Distance Triathlon World Championships | Muncie         |          | Weltmeisterin auf der Langdistanz                                          |
| 7. Okt. 1995  | 1    | Ironman Hawaii                                  | Hawaii         | 09:16:46 |                                                                            |
| 15. Okt. 1994 | 2    | Ironman Hawaii                                  | Hawaii         | 09:28:08 |                                                                            |
| 26. Juni 1994 | 2    | ITU Long Distance Triathlon World Championships | Nizza          | 06:57:21 | Vizeweltmeisterin auf der Langdistanz beim Triathlon International de Nice |
| 1993          | 4    | Ironman Hawaii                                  | Hawaii         | 09:21:12 |                                                                            |

(DNF – Did Not Finish)